# Tamta dziewczyna
Tamta dziewczyna je třetí sólové studiové album polské zpěvačky a skladatelky Sylwie Grzeszczak. Dne 25. listopadu jej 2016 vydalo hudební vydavatelství Pomaton/Warner Music Poland. Vydání alba předcházelo 20. května 2016 zveřejnění singlu a videoklipu k titulní písni Tamta dziewczyna. Dne 14. prosince 2016 získalo album platinovou desku za 30 000 prodaných nosičů.

## Seznam skladeb
| Pořadí         | Název                   | Hudba             | Text                                 | Délka |
| -------------- | ----------------------- | ----------------- | ------------------------------------ | ----- |
| 1.             | All for You             | Sylwia Grzeszczak | Marcin Piotrowski, Tomasz Moczerniuk | 2:40  |
| 2.             | Tamta dziewczyna        | Sylwia Grzeszczak | Marcin Piotrowski                    | 2:55  |
| 3.             | California              | Sylwia Grzeszczak | Marcin Piotrowski                    | 3:26  |
| 4.             | Dla dorosłych           | Sylwia Grzeszczak | Marcin Piotrowski                    | 3:07  |
| 5.             | Jesień                  | Sylwia Grzeszczak | Marcin Piotrowski                    | 3:25  |
| 6.             | Kumple                  | Sylwia Grzeszczak | Marcin Piotrowski                    | 3:15  |
| 7.             | Ocieplenie              | Sylwia Grzeszczak | Marcin Piotrowski                    | 2:16  |
| 8.             | Żyj na medal            | Sylwia Grzeszczak | Marcin Piotrowski                    | 2:44  |
| 9.             | Bezdroża                | Sylwia Grzeszczak | Marcin Piotrowski                    | 3:42  |
| 10.            | Czy to nie jest piękne? | Sylwia Grzeszczak | Marcin Piotrowski, Wojciech Byrski   | 4:37  |
| Celková délka: | Celková délka:          | Celková délka:    | Celková délka:                       | 32:07 |

## Obsazení
- Sylwia Grzeszczak – klávesové nástroje, aranžmá, zpěv
- Bogumił Romanowski, Adam Kram – bicí nástroje
- Kuba Mańkowski – kytara
- Mateusz Ziółko – vokály, zpěv (skladba 9)
- Grzegorz Skawiński – kytara, zpěv (skladba 4)
- Sinfonietta Consonus:
  - Judyta Sawicka, Karolina Gutowska, Katarzyna Libront, Klaudia Kowacz, Martyna Kopiec, Paula Abdulla, Emilia Chyła, Gabriela Żmigrodzka, Magdalena Szczypińska, Tomasz Chyła, Tomasz Kaczor – housle
  - Anna Adamczuk, Ewelina Bronk-Młyńska, Krzysztof Jakub Szwarc, Maciej Rogoziński – viola
  - Alicja Różycka, Katarzyna Kamińska, Weronika Kulpa – violoncello
  - Małgorzata Jaśkiewicz – hoboj
  - Michał Mierzejewski – aranžmá, dirigent
  - Damian Wdziękoński – kontrabas